# 2009 في سنغافورة
فيما يلي قوائم الأحداث التي وقعت خلال عام 2009 في سنغافورة.

## سياسة

### انتهاء فترة المنصب
- 5 يونيو – توم واتسون Parliamentary secretary [الإنجليزية]‏.

## رياضة
- 1 يناير – دوري سنغافورة للمحترفين 2009 الفائز نادي واريورز.
- 1 يناير – كأس سنغافورة 2009 الفائز نادي غيلانغ إنترناشونال.
- 27 سبتمبر – جائزة سنغافورة الكبرى 2009 الفائز لويس هاملتون.

## وفيات

### أغسطس
- 21 أغسطس – ريكس شيلي (مواليد 1930)[1]